# Lysinema lasianthum
Lysinema lasianthum är en ljungväxtart som beskrevs av Robert Brown. Lysinema lasianthum ingår i släktet Lysinema och familjen ljungväxter. Inga underarter finns listade i Catalogue of Life.